# Mount Moriarty, Kanada
Mount Moriarty är ett berg i Kanada.   Det ligger i provinsen British Columbia, i den sydvästra delen av landet, 3 600 km väster om huvudstaden Ottawa. Toppen på Mount Moriarty är 1 603 meter över havet, eller 743 meter över den omgivande terrängen. Bredden vid basen är 16,7 km. Mount Moriarty ligger vid sjön Labour Day Lake.
Terrängen runt Mount Moriarty är huvudsakligen kuperad, men åt sydost är den bergig.Runt Mount Moriarty är det glesbefolkat, med 12 invånare per kvadratkilometer.. Det finns inga samhällen i närheten. 
I omgivningarna runt Mount Moriarty växer i huvudsak barrskog.